# 엘패소 카운티 콜리시엄
엘패소 카운티 콜리시엄(El Paso County Coliseum)는 미국 텍사스주 엘패소에 위치한 실내 경기장이다. 과거 CHL 엘패소 버자즈의 홈경기장으로 사용했다.